# Аббасов, Айдын Аббас оглы
Айдын Аббас оглы́ Абба́сов (азерб. Aydın Abbas oğlu Abbasov, род. 26 августа 1976, Гянджа, Азербайджанская ССР) — государственный деятель ,депутат Милли Меджлиса — парламента Азербайджана. III , IV созыва

## Биография
С 1993 по 1996 гг. учился в Американском колледже в Лондоне на факультете международного бизнеса и управления. Также является выпускником юридического факультета Бакинского Государственного Университета (1997—2001 гг.). Владеет русским, турецким, английским языками. В 1998—2005 годы работал в компании SOCAR, в управлении иностранных инвестиций на должности начальника отдела продаж и маркетинга природного газа. С 1999 по 2001 гг. занимался созданием, а впоследствии и возглавил Национальную алюминиевую компанию Азералюминиум.

### Политическая карьера
Два раза избирался депутатом Милли Меджлиса от 37-го первого Низаминского (Гянджа) избирательного округа как независимый депутат (2005—2010; 2010—2015). Член постоянной комиссии по международным отношениям и межпарламентским связям. Член рабочих групп по межпарламентским отношениям Азербайджан — ОАЭ, Азербайджан — Великобритания, Азербайджан — Индонезия, Азербайджан — Кувейт, Азербайджан — Латвия, Азербайджан — Люксембург и Азербайджан — Узбекистан.
С 2005 по 2015 гг. состоял в Национальной азербайджанской парламентской делегации в Совете Европы, являлся членом мониторингового комитета Совета Европы.

## Личная жизнь
Женат. Отец одного ребёнка.